# Prionolabis inopis
Prionolabis inopis är en tvåvingeart som först beskrevs av Alexander 1970.  Prionolabis inopis ingår i släktet Prionolabis och familjen småharkrankar. Inga underarter finns listade i Catalogue of Life.